# Тихомельське городище

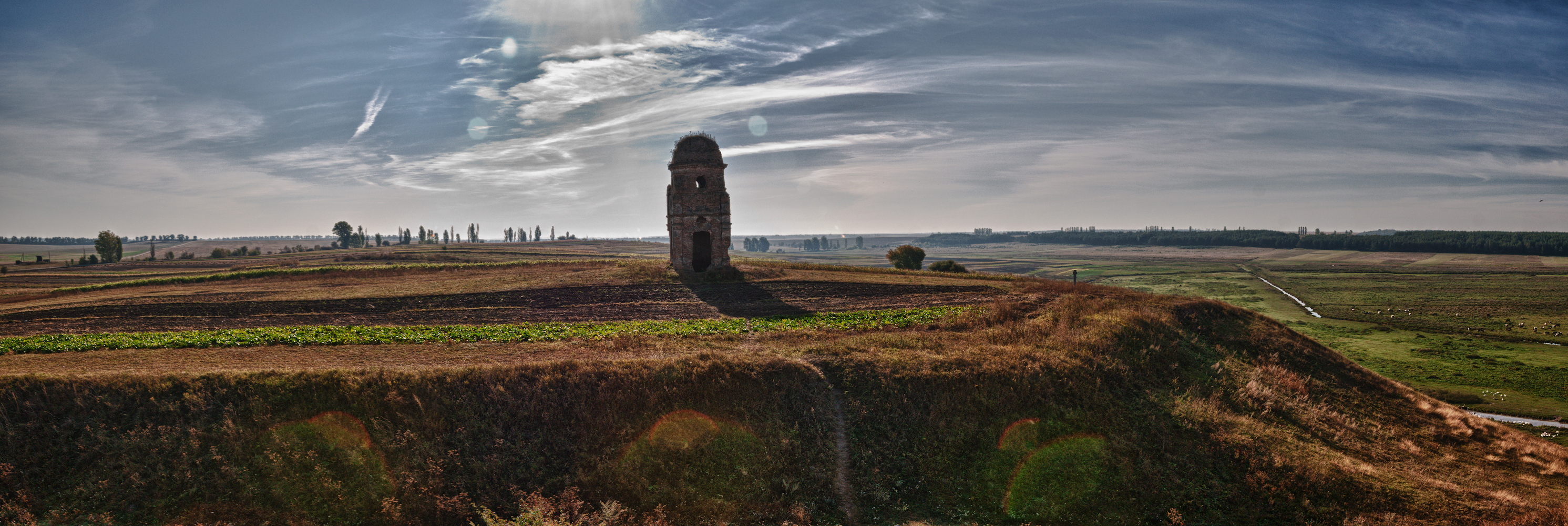
Панорама городища

49°57′39″ пн. ш. 26°15′40″ сх. д. / 49.96083° пн. ш. 26.26111° сх. д.
Тихомельське городище — городище 12 століття в басейні річки Горині, за 1 км від села Тихомель Білогірського району Хмельницької області. Чотирикутне в плані, зі сходу, півночі та заходу оточене валом і ровом, з півдня примикає до Ямпільського ставка.

## Історія

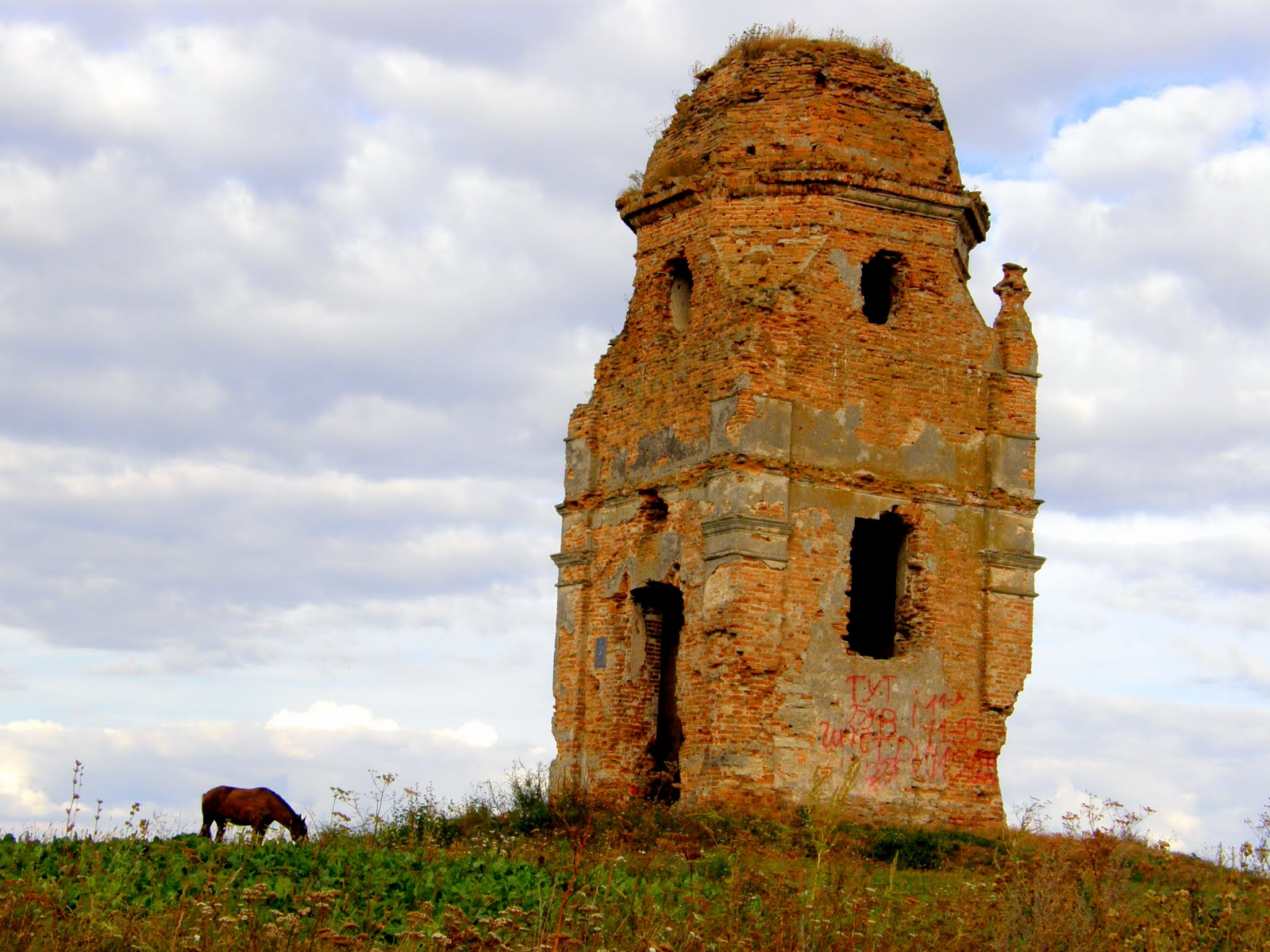
Гробівець Сенют (аріанська капличка)

Назва вперше згадується в літописах під 1152 роком — було укріпленим містом руських удільних князів, в XVI столітті належало роду Сенютів.
Від фортеці зберігся гробівець Сенют (пол. Grób Aryański Sieniutów,), гробівець Сенют, каплиця Сенют або вежа-каплиця), розташований на південь від городища над склепом зі склепінним перекриттям. Перебудована в XVIII столітті. Чотирикутна в плані, перекрита зімкнутим склепінням із декоративними баштами по кутах, прямокутними отворами в першому ярусі і овальними у другому (між'ярусні перекриття відсутні).
В інтер'єрі над вікнами другого ярусу збереглися фрагменти фресок. Являє собою одну з унікальних пам'яток, що виникли як тип у XVI столітті.

## Зауваги
1. ↑  автор посилається на статтю «Ariańskie groby» у виданні «Encyklopedia powszechna Ultima Thule» (1928. — T. I. - S. 371—372.)